# Partigängare (politiskt parti)
Partigängare är en person som går ett visst politiskt partis ärende eller är anförare för eller
hängiven anhängare av ett parti.